# Alberto Sordi
Alberto Sordi (n. 15 iunie 1920, Roma, Italia – d. 24 februarie 2003, Roma, Italia) a fost un actor, umorist, cântăreţ, și regizor italian.

## Filmografie

### Actor

#### Anii 1930 – 1940
- 1937 Scipione l'africano, regia Carmine Gallone
- 1937 Il feroce Saladino, regia Mario Bonnard
- 1938 La principessa Tarakanova, regia Mario Soldati
- 1939 La notte delle beffe, regia Carlo Campogalliani

- 1940 Cuori nella tormenta, regia Carlo Campogalliani
- 1941 Le signorine della villa accanto, regia Gian Paolo Rosmino
- 1942 Giarabub, regia Goffredo Alessandrini
- 1942 La signorina, regia László Kish
- 1942 I 3 aquilotti, regia Mario Mattoli
- 1942 Casanova farebbe così!, regia Carlo Ludovico Bragaglia
- 1943 Sant'Elena, piccola isola, regia Renato Simoni și Umberto Scarpelli
- 1943 Chi l'ha visto?, regia Goffredo Alessandrini
- 1944 Tre ragazze cercano marito, regia Duilio Coletti
- 1944 Circo equestre Za-bum, regia Mario Mattoli, ep. Galoppo finale dal circo
- 1945 L'innocente Casimiro, regia Carlo Campogalliani
- 1945 Le miserie del signor Travet, regia Mario Soldati
- 1947 Il Passatore, regia Duilio Coletti
- 1947 Il delitto di Giovanni Episcopo, regia Alberto Lattuada
- 1947 Il vento m'ha cantato una canzone, regia Camillo Mastrocinque
- 1948 Che tempi!, regia Giorgio Bianchi
- 1948 Sotto il sole di Roma, regia Renato Castellani

#### Anii 1950
- 1951 Mamma mia, che impressione!, regia Roberto Savarese
- 1951 Cameriera bella presenza offresi..., regia Giorgio Pàstina
- 1952 È arrivato l'accordatore, regia Duilio Coletti
- 1952 Totò e i re di Roma, regia Steno și Mario Monicelli
- 1952 Șeicul alb (Lo sceicco bianco), regia Federico Fellini
- 1953 I vitelloni, regia Federico Fellini
- 1953 Canzoni, canzoni, canzoni, regia Domenico Paolella, ep. Io cerco la Titina
- 1953 Ci troviamo in galleria, regia Mauro Bolognini
- 1953 Due notti con Cleopatra, regia Mario Mattoli
- 1953 Amori di mezzo secolo, regia Mario Chiari, (ep. „Dopoguerra 1920”)
- 1953 Un giorno in pretura, regia Steno
- 1954 Tempi nostri - Zibaldone n. 2, regia Alessandro Blasetti (ep. „Scusi, ma...”)
- 1954 Il matrimonio, regia Antonio Petrucci
- 1954 Via Padova 46 (Lo scocciatore), regia Giorgio Bianchi
- 1954 Tripoli, bel suol d'amore, regia Ferruccio Cerio
- 1954 Gran varietà, regia Domenico Paolella, episod Fregoli
- 1954 Allegro squadrone, regia Paolo Moffa
- 1954 Il seduttore, regia Franco Rossi
- 1954 Accadde al commissariato, regia Giorgio Simonelli
- 1954 Una parigina a Roma, regia Erich Kobler
- 1954 Un americano a Roma, regia Steno

- 1955 L'arte di arrangiarsi, regia Luigi Zampa
- 1955 Il segno di Venere, regia Dino Risi
- 1955 Buonanotte... avvocato!, regia Giorgio Bianchi
- 1955 Un erou al timpurilor noastre (Un eroe dei nostri tempi), regia Mario Monicelli
- 1955 La bella di Roma, regia Luigi Comencini
- 1955 Accadde al penitenziario, regia Giorgio Bianchi
- 1955 Bravissimo, regia Luigi Filippo D'Amico
- 1955 Piccola posta, regia Steno
- 1955 Lo scapolo, regia Antonio Pietrangeli
- 1955 I pappagalli, regia Bruno Paolinelli
- 1956 Guardia, guardia scelta, brigadiere e maresciallo
- 1956 Mio figlio Nerone, regia Steno
- 1956 Mi permette, babbo!, regia Mario Bonnard
- 1956 Patru pași în nori (Sous le ciel de Provence / Era di venerdì 17), regia Mario Soldati
- 1956 Arrivano i dollari!, regia Mario Costa
- 1957 Souvenir d'Italie, regia Antonio Pietrangeli
- 1957 Il conte Max, regia Giorgio Bianchi
- 1957 Adio arme (A Farewell to Arms), regia Charles Vidor
- 1957 Medicul și vraciul (Il medico e lo stregone), r. Mario Monicelli
- 1957 Ladro lui, ladra lei
- 1958 Il marito
- 1958 Fortunella
- 1958 Domenica è sempre domenica
- 1958 Le septième ciel
- 1958 Veneția, luna și tu (Venezia, la luna e tu), regia Dino Risi
- 1958 Racconti d'estate
- 1958 Nella città l'inferno
- 1959 Oh, que Mambo!
- 1959 Policarp, maestru caligraf (Policarpo, ufficiale di scrittura, cameo)
- 1959 Il moralista
- 1959 I magliari
- 1959 Vacanze d'inverno
- 1959 Costa Azzurra
- 1959 Marele război (La grande guerra), regia: Mario Monicelli
- 1959 Il vedovo
- 1959 Brevi amori a Palma di Majorca
- 1959 Gastone

#### Anii 1960
- 1960 Cu toții acasă (Tutti a casa), regia Luigi Comencini
- 1960 Gardianul (Il vigile), regia Luigi Zampa
- 1960 Crimen
- 1961 I due nemici
- 1961 The Last Judgement
- 1961 Viață dificilă (Una vita difficile)
- 1962 Comisarul (Il commissario), regia Luigi Comencini
- 1962 Omul mafiei (Mafioso), regia Alberto Lattuada
- 1962 Il diavolo
- 1963 O afacere (Il Boom), regia Vittorio De Sica
- 1963 Învățătorul din Vigevano (Il maestro di Vigevano), regia Elio Petri
- 1963 Tentazioni proibite (cameo)
- 1964 La mia signora
- 1964 Il disco volante
- 1964 I tre volti (1964, segment „Latin lover”)
- 1965 Acei oameni minunați în mașinile lor zburătoare (Those Magnificent Men in Their Flying Machines), r. Ken Annakin
- 1965 I complessi (1965, segment "Guglielmo il dentone")
- 1965 Thrilling (1965, segment "L'autostrada del sole")
- 1965 Made in Italy (1965, segmentul 2 din capitolul 2, „La famiglia”)
- 1966 Fumul Londrei (Fiumo di Londra), +regia
- 1966 I nostri mariti (1966, segment "Il marito di Roberta")
- 1966 Le fate (1966, segment "Fata Marta")
- 1966 Scusi, lei è favorevole o contrario?
- 1967 Le streghe (1967, segment "Senso civico")
- 1967 Un italian în America (Un italiano in America), regia Alberto Sordi
- 1968 Medicul de la asigurări (Il medico della mutua), regia Luigi Zampa
- 1968 Riusciranno i nostri eroi a ritrovare l'amico misteriosamente scomparso in Africa?
- 1969 Amore mio, aiutami
- 1969 Anul carbonarilor (Nell'anno del Signore), regia Luigi Magni
- 1969 Il Prof. Dott. Guido Tersilli, primario della clinica Villa Celeste, convenzionata con le mutue

#### Anii 1970
- 1970 Contestazione generale (1970, segment "Il prete")
- 1970 Il presidente del Borgorosso Football Club
- 1970 Le coppie (1970, segments "La camera" and "Il leone")
- 1971 Detenuto in attesa di giudizio
- 1971 Frumos, onest, emigrat în Australia (Bello, onesto, emigrato Australia sposerebbe compaesana illibata), r. Luigi Zampa
- 1972 Jocul de cărți (Lo scopone scientifico),regia Luigi Comencini
- 1972 Cea mai frumoasă seară din viața mea (La più bella serata della mia vita), regia Ettore Scola
- 1972 Roma
- 1973 Anastasia mio fratello ovvero il presunto capo dell'anonima assassini
- 1973 Pulbere de stele (Polvere di stelle), + r.
- 1974 Finché c'è guerra c'è speranza
- 1975 Un surâs, o palmă, un sărut (Un sorriso, uno schiaffo, un bacio in bocca), regia Mario Morra
- 1975 Di che segno sei? (1975, segment "Il fuoco")
- 1976 Il comune senso del pudore (1976, first segment)
- 1976 Quelle strane occasioni (1976, segment "L'ascensore")
- 1977 Un burghez mic, micuț (Un borghese piccolo piccolo)
- 1977 I nuovi mostri (1977, segments "First Aid", "Come una regina" and "L'elogio funebre")
- 1978 Dove vai in vacanza? (1978, segment "Le vacanze intelligenti"), regia: Alberto Sordi
- 1978 L'ingorgo
- 1979 Le témoin
- 1979 Il malato immaginario

#### Anii 1980 – 1990
- 1980 Io e Caterina
- 1981 Il marchese del Grillo
- 1982 Io so che tu sai che io so
- 1982 In viaggio con papà
- 1983 Taximetristul (Il tassinaro)
- 1984 Bertoldo, Bertoldino e Cacasenno
- 1984 În aceeași oală (Tutti dentro)
- 1985 Sono un fenomeno paranormale
- 1985 Troppo forte
- 1987 Un taximetrist la New York (Un tassinaro a New York)
- 1988 Una botta di vita
- 1989 I promessi sposi (TV)
- 1989 L'avaro

- 1990 In nome del popolo sovrano
- 1991 Vacanze di Natale '91
- 1992 Assolto per aver commesso il fatto
- 1994 Nestore, l'ultima corsa
- 1995 Romanzo di un giovane povero
- 1998 Incontri proibiti

### Regizor
- 1966 Fumo di Londra
- 1966 Scusi, lei è favorevole o contrario?
- 1967 Un italiano in America
- 1969 Amore mio, aiutami
- 1970 Le coppie (1970, segment "La camera")
- 1973 Polvere di stelle
- 1974 Finché c'è guerra c'è speranza
- 1976 Il comune senso del pudore
- 1978 Dove vai in vacanza? (1978, segment "Le vacanze intelligenti")
- 1980 Io e Caterina
- 1982 Io so che tu sai che io so
- 1982 In viaggio con papà
- 1983 Taximetristul (Il tassinaro)
- 1984 În aceeași oală (Tutti dentro)
- 1987 Un taximetrist la New York (Un tassinaro a New York)
- 1992 Assolto per aver commesso il fatto
- 1994 Nestore, l'ultima corsa
- 1998 Incontri proibiti

## Teatru

### Actor de teatru
- 1936-1937: San Giovanni with Aldo Fabrizi and Anna Fougez
- 1938-1939: Ma in campagna è un'altra... rosa (In the country it's another... rose), with Guido Riccioli and Nanda Primavera
- 1941-1942: Tutto l'oro del mondo (All the gold in the world), with Guido Fineschi and Maria Donati
- 1942-1943: Teatro della caricatura (Theatre of the caricature), with Fanfulla
- 1943-1944: Ritorna Za-Bum, by Marcello Marchesi, directed by Mario Mattòli
- Sai che ti dico? (You know what I am saying to you?), by Marcello Marchesi, directed by Mario Mattòli
- 1944-1945: Un mondo di armonie (A world of harmonies), musical revue by Alberto Semprini
- Imputati... alziamoci! (Suspects... arise!), by Michele Galdieri
- 1945-1946: Soffia so'..., by Pietro Garinei and Sandro Giovannini
- Soffia so'... n. 2, by Pietro Garinei and Sandro Giovannini
- 1947-1948: E lui dice... (And he says...), by Benecoste, directed by Oreste Biancoli and Adolfo Celi
- 1952-1953: Gran baraonda (Total chaos), by Pietro Garinei and Sandro Giovannini, with Wanda Osiris

## Compozitor și cântăreț
- 1966: You never told me (Sordi - Piccioni) sung by Lydia MacDonald in the movie Fumo di Londra and in Italian by Mina with title Breve amore
- 1966: Richmond bridge (Sordi - Piccioni) sung by Lydia MacDonald in the movie Fumo di Londra
- 1973: Ma 'ndo... Hawaii? (Sordi - Piccioni) sung by Alberto Sordi and Monica Vitti in the movie Polvere di stelle